# HD 111112
HD 111112，又名BD+81 402，SAO 2080、HR 4852，是一颗恒星，视星等为6.4，位于銀經123.29，銀緯36.5，其B1900.0坐标为赤經12h 41m 53.5s，赤緯+81° 36.5′ 9″。